# Le News Show
Le News Show est une émission de télévision française diffusée sur Canal+ depuis 2009 pendant l'été et les fêtes de fin d'année. Ce jeu est présenté par Bruce Toussaint (été 2009 à Noël 2010) puis par Ariane Massenet (été 2011) et enfin par Maïtena Biraben. Elle est réalisée par Didier Froehly.

## Diffusion
À l'été 2009, pendant les vacances de Noël 2009, à l'été 2010 et pendant les vacances de Noël 2010, ce jeu basé sur l'actualité est diffusé en clair du lundi au vendredi de 19 h 10 à 20 h 05, en access prime-time dans la case de l'émission Le Grand Journal,,,.
À l'été 2011, la présentation est reprise par Ariane Massenet à la suite du départ de Bruce Toussaint du groupe Canal+.
Depuis la rentrée 2011, le jeu est aussi présent le samedi sur la case de l'émission Un autre midi qui fut donc arrêtée. Sur cette version du jeu, seuls les invités sont présents, il n'y a pas d'"anonyme" pour essayer de gagner les 10000 euros.
En 2013, le jeu revient sous une toute nouvelle formule qui sera présentée par Maïtena Biraben avec 5000 € de gains mis en jeu.

## Principe de l'émission
Les différentes manches consistent en l'affrontement de quatre invités célèbres, répartis par équipe de deux joueurs, sur des questions d'actualité ou de culture générale. Chacune des équipes joue pour un candidat anonyme durant quatre (puis six à partir de 2010) manches puis la finale est jouée par le candidat dont les représentants ont récolté le plus de points.

## Déroulement

### Première manche
La première manche est l'un de ces trois jeux :
- « Qu'est-ce qui se passe après ? » : Le présentateur diffuse des extraits de vidéos qui ont fait l'actualité en raison de leur chute surprenante. La vidéo est arrêtée et les deux équipes doivent découvrir quelle est cette fameuse chute. Deux extraits sont diffusés pour chaque équipe. Les équipes remportent un point par bonne réponse.
- « Qu'est-ce qui se dit après ? » : même principe que pour « Qu'est-ce qui se passe après ? » sauf que les équipes doivent trouver la phrase prononcée après l'arrêt de la vidéo.
- Le « menu News Show » : Le présentateur propose quatre thèmes, chaque équipe choisit un thème et le présentateur propose quatre affirmations sur un événement de ce thème, l'équipe doit dire si c'est vrai ou faux en disant « vu » ou « pas vu » par exemple. Les équipes remportent un point par bonne réponse.

En 2013, ces trois jeux ont laissé place au " News Cloud " : les deux équipes doivent répondre à 10 questions dont les réponses sont toutes affichées et défilent. C'est une épreuve de rapidité, les équipes doivent donc appuyer sur leur buzzer lorsqu'elles ont la bonne réponse. Chaque bonnes réponses rapportent un point

### Deuxième manche
- « Point Commun », le présentateur montre la photo de deux célébrités et les deux équipes doivent trouver le point commun qui a uni ces deux célébrités dans l'actualité. Parfois, la manche se dispute avec non pas un point commun entre deux protagonistes de l'actualité mais avec une célébrité et un chiffre. Le but est de découvrir ce que représente ce chiffre pour la célébrité.

Ce jeu est remplacé à l'été 2010 par une de ces deux manches :
- Le « Poker News », où un invité de chaque équipe se voient proposer trois révélations sur son adversaire et doit confirmer ou infirmer ses véracités. Il remporte un point par bonne réponse.
- « La vidéo en question » où chaque équipe regarde une vidéo puis doit répondre à dix questions sur le thème de cette vidéo en soixante secondes. Les équipes remportent un point par bonne réponse.
- Le « Who's Who ? », un invité de chaque équipe doit faire deviner à son coéquipier des personnalités qui sont présentés sur l'écran. Il ne doit ni prononcer son prénom ni son nom pour les faire deviner. Chaque bonne réponse vaut un point.

### Troisième manche: Le ni oui ni non
- Le « Ni oui ni non » : le présentateur pose des questions à ses invités pendant 60 secondes, auxquelles ils ne doivent répondre ni par oui, ni par non. Si l'invité réussit, il remporte trois points pour son équipe. À l'issue de cette manche, le présentateur diffuse des images surprenantes de ses invités qui ont fait la une de l'actualité.
- Le « Ni oui, ni non, ni... » : Même règles et récompense que dans le « Ni oui ni non » original pour cette manche introduite à l'été 2010, sauf que les candidats ne doivent répondre ni par oui, ni par non, mais aussi ni par un troisième mot en rapport avec leur actualité ou leur profession.

### Quatrième manche: «L'inconnu de l'info»
le présentateur reçoit un anonyme ayant fait l'actualité. Ses invités célèbres doivent deviner quelle raison l'a amené à faire la une de l'actualité. Ils peuvent lui poser des questions dont l'anonyme doit répondre par oui ou par non pendant deux minutes trente. L'équipe qui trouve remporte cinq points.
Le jeu disparaît en 2013. C'est le jeu de « l'interview » (désignée par le diminutif « ITW ») qui prend la suite. Le principe est simple, il y a deux personnes qui sont citées : une célébrité et un anonyme. Maïtena Biraben lance une affirmation et les deux équipes doivent dire si c'est la célébrité ou l'anonyme qui l'a prononcée.

### Cinquième manche
- « L'air actu » : deux invités de chaque équipe miment chacun leur tour, pendant 90 secondes, des émissions, des personnalités ou des événements ayant marqué l'actualité des derniers mois. À chaque bonne réponse, les équipes marquent un point. Pendant l'été 2010, c'est Gunther Love, champion du monde d'air guitar, qui mime.

### Sixième manche
Une dernière manche apparaît également à l'été 2010 et permet à l'équipe gagnante de doubler ses points :
- « La question à JT » : une question d'actualité est posée à partir d'un montage d'extraits de journaux télévisés et les invités doivent y répondre.
- « La photo choc », le présentateur montre des détails d'une photo dont les invités doivent reconnaître le sujet principal.
- « La voix de l'info », introduit dans la version 2011, où le présentateur lance un extrait d'interview audio, et les invités doivent reconnaître la personne qui parle.

### Dernière épreuve en cas d'égalité
En cas d'égalité à la fin du jeu, le présentateur pose une question dont la réponse est un nombre. Chaque équipe propose une réponse et l'équipe la plus proche de la bonne réponse gagne.

### Finale
La finale, appelée « L'info chrono », est jouée par le candidat anonyme auquel le présentateur pose dix questions d'actualités pendant 90 secondes. L'anonyme peut demander à l'équipe qui a précédemment joué pour lui de répondre à une question en disant « Au secours », le chrono s'arrête et son équipe tente de répondre à cette question.
Les gains sont matérialisés par des objets ayant marqué l'actualité des derniers mois. Pour trois réponses justes, le candidat remporte 150 € (soit la somme prétendue des Crocs de Roselyne Bachelot ou celle du boubou de Ségolène Royal en 2009). Pour six réponses correctes, il remporte 1 000 € (symbolisés par la combinaison du nageur Alain Bernard en 2009). Pour neuf réponses exactes, il remporte 5 000 € (symbolisés par le Globe de cristal remporté par Yamina Benguigui déclenchant une blague douteuse de Jean-Luc Delarue en 2009). Pour dix bonnes réponses, le candidat remporte 10 000 € (symbolisés par la Rolex de Jacques Séguéla en 2009).
Pour la version du News Show diffusée durant l'année scolaire le samedi à 11h45, ce n'est pas le candidat qui répond aux questions de la finale (vu qu'il n'y en a pas) mais un des deux invités qui essaiera de répondre à un maximum de questions pour gagner le plus de points et doubler le record des précédentes finales.